# Palauã (ilha)
Palauã (Palawan) é uma ilha das Filipinas, a maior da província de Palauã com 12189 km² e cerca de 430.000 habitantes. Encontra-se pouco desenvolvida e silvestre, com abundante vida selvagem, selvas e montanhas. As praias são de areia branca e águas cristalinas, o que as torna uma grande atração turística. A sua costa norte é banhada pelo Mar da China Meridional, e a costa sul forma o limite norte do Mar de Sulu.

## História
A ilha foi o palco da batalha de Palauã em 1945. Uma dúzia de navios japoneses afundados encontra-se entre 10 e 43 metros de profundidade perto das suas costas e das ilhas próximas, como Busuanga e Coron.

## Biodiversidade
A planta carnívora Nepenthes attenboroughii é endémica do Monte Vitória, uma montanha de rocha ultrabásica no centro da ilha.

## Turismo
Uma parte importante do turismo em Palauã está relacionada com o mergulho: as costas da ilha são consideradas dos melhores locais do mundo para esta atividade.
A capital da província é Puerto Princesa. Como atrações turísticas a destacar, há um rio subterrâneo de cerca de 8 km que se pode visitar e percorrer em barco, a zona do norte chamada "El Nido", com variadas paisagens e zonas de mergulho e uma frondosa selva, área declarada de interesse mundial pela Unesco.